# 八桂瑶族乡
八桂瑶族乡是中华人民共和国广西壮族自治区百色市田林县下辖的一个民族乡。

## 行政区划
八桂瑶族乡下辖以下村级行政区划单位：
八桂村、八修村、渭标村、六丹村、平六村、八高村、八江村、岩林村、果卜村、弄瓦村、者达村和谭合村。